# Hugues Onanena
Hugues Onanena (ur. 28 stycznia 1985) – kameruński zapaśnik walczący w stylu wolnym. Zajął 27 miejsce na mistrzostwach świata w 2010. Wicemistrz Afryki w 2010 i 2011, trzeci w 2009 i piąty w 2008. Brązowy medalista igrzysk wspólnoty narodów w 2010 roku.